# David Ayres
David Ayres (* 12. August 1977 in Whitby, Ontario) ist ein kanadischer Eishockeytorwart. Am 22. Februar 2020 bestritt er als kurzfristig verpflichteter Ersatztorhüter etwa die Hälfte einer Partie für die Carolina Hurricanes in der National Hockey League (NHL). Die Hurricanes gewannen diese mit 6:3 gegen die Toronto Maple Leafs, sodass er zum ersten Notfall-Ersatztorhüter (Emergency Backup Goaltender) der NHL-Historie wurde, der einen Sieg verzeichnen konnte.

## Karriere
Ayres wurde im kanadischen Whitby geboren und spielte dort im Nachwuchsbereich Eishockey, ebenso wie sein Vater und Bruder als Torwart. Anschließend bestritt er jedoch kein einziges Spiel im Profibereich. Im Jahre 2004 benötigte er eine Nierentransplantation, die er von seiner Mutter erhielt. Zuletzt stand er für die Northwood Vipers im Allan Cup auf dem Eis, bestritt dort acht Partien, die die Vipers allesamt verloren, und verzeichnete eine Fangquote von 77,7 %.
Am 22. Februar 2020 trafen die Toronto Maple Leafs in der heimischen Scotiabank Arena im Rahmen eines Spiels der National Hockey League (NHL) auf die Carolina Hurricanes. Ayres fungierte für diese Partie als Notfall-Ersatztorhüter (emergency backup goaltender), wie er es in der Vergangenheit bereits mehrfach und entsprechend der Ligaregularien für die Leafs sowie für deren Farmteam Toronto Marlies in der American Hockey League (AHL) getan hatte. Für die Organisation der Maple Leafs arbeitet er eigentlich als eine Art Hausmeister im Coca-Cola Coliseum, der Heimspielstätte der Marlies, wo er unter anderem die Eisbearbeitungsmaschine („Zamboni“) bedient. Zugleich kam er in Trainingseinheiten der Maple Leafs und Marlies gelegentlich als Torhüter zum Einsatz.
Im Spiel selbst fielen erst James Reimer sowie nur wenige Minuten später auch der zweite Torhüter der Carolina Hurricanes, Petr Mrázek, verletzungsbedingt aus. Somit kam Ayres nach etwas mehr als der Hälfte der Partie als designierter Emergency Backup Goaltender zum Einsatz, der grundsätzlich beiden Mannschaften zur Verfügung steht. Er wurde damit zum zweiten Torwart dieser Art nach Scott Foster knapp zwei Jahre zuvor (Jorge Alves wurde 2016 „ohne Not“ für wenige Sekunden eingesetzt). Ferner spielte Ayres zwar im Trikot der Hurricanes, aber mit Maske und Schoner „seiner“ Maple Leafs bzw. Marlies. Nachdem er die ersten zwei Schüsse passieren ließ, parierte er alle folgenden acht, in insgesamt 28 Minuten und 41 Sekunden Spielzeit. Mit ihm im Tor gelang es den Hurricanes, eine 3:1-Führung bis zum Spielende zu einem 6:3-Sieg auszubauen. Einen weiteren Rekord stellte er auf, indem er mit 42 Jahren zum ältesten Torhüter wurde, der in seinem NHL-Debüt einen Sieg erringen konnte.
Im Anschluss war Ayres für mehrere Tage das Zentrum der sportlichen Medienlandschaft, wurde zu einem Heimspiel der Hurricanes eingeladen und trat unter anderem in The Late Show with Stephen Colbert auf. Roy Cooper machte ihn am 25. Februar zum Ehrenbürger von North Carolina, während Mary-Ann Baldwin, Bürgermeisterin von Raleigh, den gleichen Tag zum „David Ayres Day“ erklärte. Die Einnahmen, die die Hurricanes aus dem Verkauf von Artikeln mit seinem Namen machen, sollen teilweise an ihn selbst und teilweise an eine Stiftung für Nierenerkrankungen seiner Wahl gehen.

## NHL-Statistik
(Legende zur Torhüterstatistik: GP oder Sp = Spiele insgesamt; W oder S = Siege; L oder N = Niederlagen; T oder U oder OT = Unentschieden oder Overtime- bzw. Shootout-Niederlage; Min. = Minuten; SOG oder SaT = Schüsse aufs Tor; GA oder GT = Gegentore; SO = Shutouts; GAA oder GTS = Gegentorschnitt; Sv% oder SVS% = Fangquote; EN = Empty Net Goal; 1 Play-downs/Relegation; Kursiv: Statistik nicht vollständig)